# Toyota Partner Robot

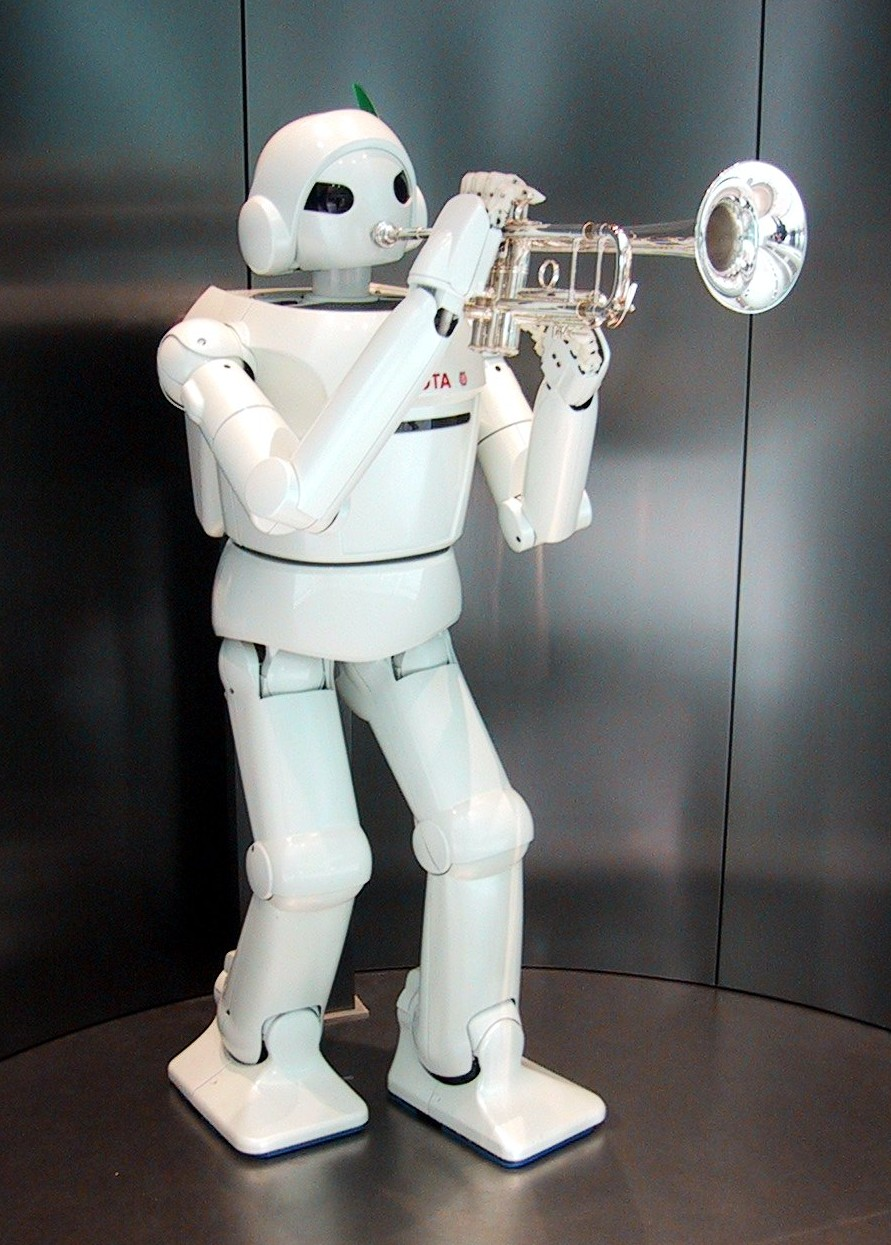
Robot andante tocando la trompeta.

Los Toyota Partner Robots o Robots Acompañantes Toyota son una serie de robots humanoides desarrollados por Toyota. Debutaron tocando música en tambores y trompetas en la  EXPO Mundial 2005 en Aichi, Japón. Hay 5 robots en total, la mayoría de los cuales tienen diferentes sistemas de movimiento: Versión 1 (robot bípedo), Versión 2 ( con ruedas similares a un Segway), versión 3 (ruedas tipo Segway), versión 4 (sistema de cableado único) y el i-Foot (montable con 2 piernas). En julio de 2009, Toyota dio a conocer un video de las corrientes y permanentes habilidades de su robot acompañante. El robot alcanza los 7 km/h, sin embargo caminar y correr solo lo pueden hacer en superficies planas.

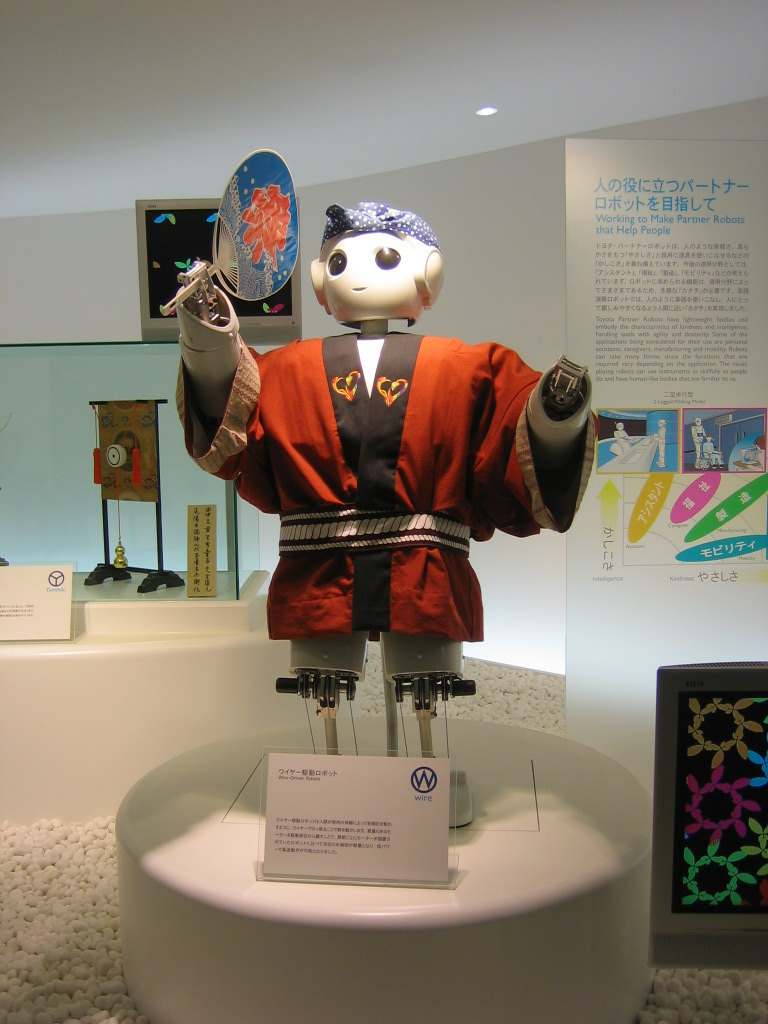
The wire type.
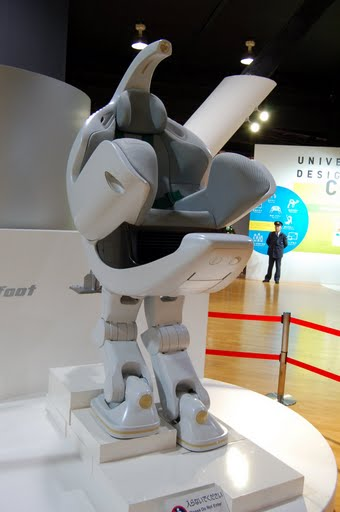
The i-Foot.
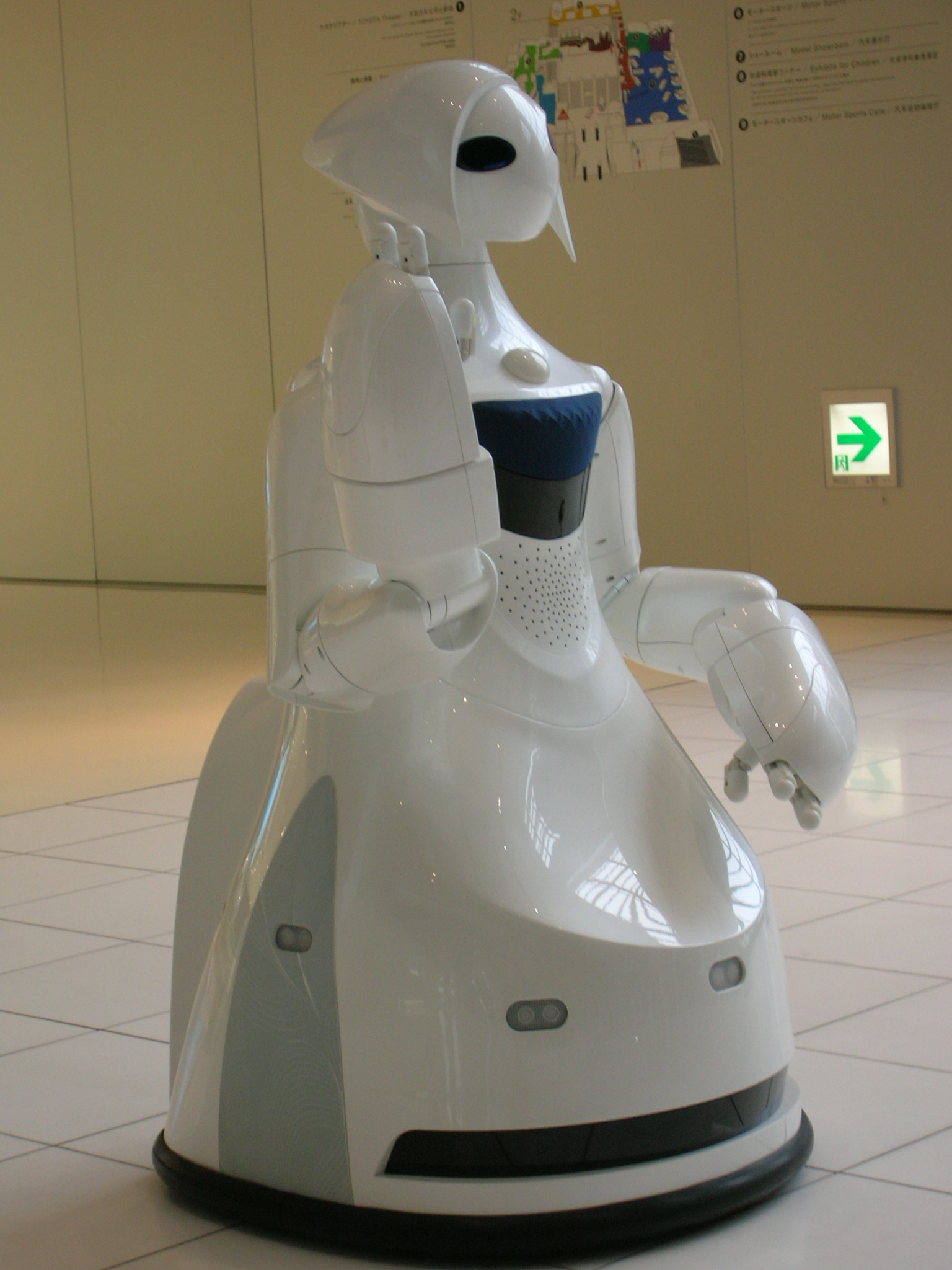
TPR-ROBINA.